# Альфонсодеоуро
Альфонсодеоуро, афонсодеоуро (порт. Afonso de ouro) — название первых португальских золотых крузадо, отчеканенных во время правления Афонсу V (1438—1477).
Данные монеты были впервые выпущены в 1457 году на монетных дворах Лиссабона и Порту. По своим характеристикам (3,55 г золота 989 пробы) альфонсодеоуро повторяли распространённые на территории средневековой Европы дукаты. Одна золотая монета соответствовала 253 реалам бранко.
Аверс содержит герб Португалии, над которым располагается крест Ависского ордена (Афонсу V был внуком гроссмейстера Жуана I). Первое слово круговой надписи «CRVZATO:ALFONSI;QUINTI;REGIS», обозначающее «несущий крест», и дало название новой денежной единице. На реверсе монеты в центре располагался крест и круговая надпись «+ADIVTORIVM:NOSTRVM:IN:NOMINE». Дизайн монеты имел символическое значение, подчёркивая подготовку к объявленному, но не состоявшемуся, папой Каликстом III крестовому походу по освобождению Константинополя.
После смерти Афонсу V его преемники продолжали чеканить золотые крузадо. Их вес и дизайн видоизменялся. В течение столетия они оставались основной торговой монетой Португалии.